# Kostel Nanebevzetí Panny Marie (Gelnica)

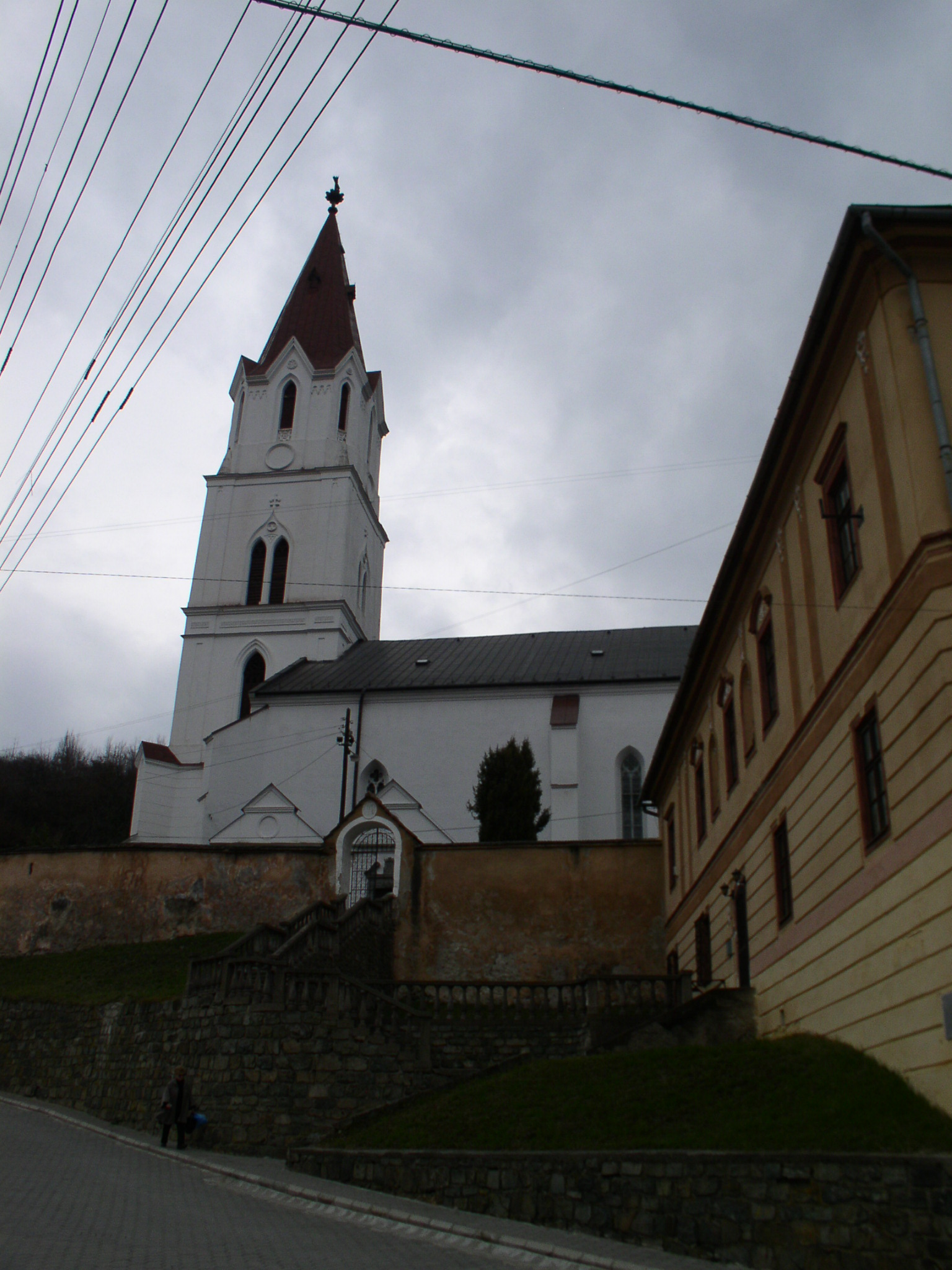
Kostel Nanebevzetí Panny Marie

Kostel Nanebevzetí Panny Marie je gotický kostel v městě Gelnica v Košickém kraji na východním Slovensku. Patří k nejstarším architektonickým památkám města, v jehož historickém jádru se nachází, a je také svou velikostí, tvarem, barvou i výrazem jeho dominantou. Svou polohou na úpatí svahu vyčnívá z okolní zástavby domů, stavba a hlavní věž je viditelná z každé cesty vedoucí do města. Stavba je opevněná zdí. Do areálu kostela se vchází dvěma branami a betonovým schodištěm, které vede také do fary; původně bylo dřevěné a kryté šindelem. Když se gelničtí rozhodli postavit tento kostel, chtěli, aby svým prostorem, vnějším tvarem a hmotou převyšoval jiné spišské kostely, tento původní plán se však nerealizoval. Celkový výraz kostela nejlépe ukazuje rivalitu všech městeček v oblasti Spiše. Kostel užívali po reformaci od roku 1517 evangelíci, a to až do roku 1671, kdy se vrátil zpět katolíkům zásluhou probošta Bársonyho.

## Historie a popis stavby
Nejstarší údaje o římskokatolickém kostele Nanebevzetí Panny Marie ve farnosti Gelnica pocházejí už ze 13. století, tedy ze samého začátku rozmáhajícího se osídlování a vývoje města. Byl to gotický kostel a tehdy jej zasvětili svaté Kateřině, patronce horníků. Kostel po své výstavbě pravděpodobně patřil dominikánům, kteří měli svůj klášter na klášterní ulici, tedy na dnešním hornickém náměstí. Klášter patří mezi už zapomenuté historické památky ve městě, byl postaven roku 1288 a existoval téměř 300 let.
Dnešní římskokatolický kostel pochází z konce 14. století, konkrétně z roku 1397, a je zasvěcen Panně Marii. Kostelu údajně předcházel jiný gotický kostel. Podle dohadů dnešní sakristie kostela byla také jeho sanktuariem nebo byla sama předcházejícím gotickým kostelíkem. Masívní žebra sakristie rozhodně ukazují na dřívější stáří, než je stáří kostela. Žebra se na stropě sbíhají do růžic, z kterých jedna je zdobená velikonočním beránkem a ostatní dvě jsou zdobeny ornamenty.
Zvláštností kostela je neobyčejně dlouhý a také široký sanktuář (nebo svatyně), které patří mezi největší na Spiši. Svědčí to zejména o už vzpomínané rivalitě mezi jednotlivými městečky v oblasti Spiše. V sanktuáři jsou zajímavé například zachovalé gotické polosloupy,
zdvihající se do třímetrové výšky. Každé klenbové žebro v sanktuáři mělo po polosloupu zběhnout až na podlahu v téže formě, jakou mělo na klenbě. Sanktuář je osvětlený jen z jižní strany třemi vysokými gotickými okny a jedním kruhovým oknem v zadní části.
Vedle oltáře na pravé straně sanktuáře se nachází menší pastofórium a kamenné trojsedadlové sedile (sedadlo) na jižní straně. Datuje se do 15. století, je rozděleno čtyřmi sloupy. Hlavice sloupů stejně jako nad hlavicemi nastavěné vimperky, které mají kruhovou ozdobu, jsou též plodem 15. století. Vimperkům chybějí fialy a celé sedile končí v téže výšce jako nedokončené svazkové polosloupy. Polygonálně zakončená svatyně a její křížová klenba je dobrou stavitelskou prací.
Stejně tak pastofórium, které se nachází na levé straně na rozhraní mezi sanktuářem a lodí kostela, vysokého věžovitého tvaru s figurální ozdobou. Toto pastofórium je druhé největší na Spiši a zastupuje spišskou gotiku 15. století. Spočívá na spirálovitě točeném podstavci, který má hranatě zdobenou patku. Spoj podstavce a svatostánku zakrývá gotický vlys. Nad dvířky svatostánku v tympanonu s obloukem jsou zobrazeni andělé s nástroji umučení. Pastofórium vyroste ještě dvakrát a vrcholí v důsledné fiale, která je zdobená kraby. V horní části pod fialou se nachází raně gotická kamenná soška svaté Barbory. Celé pastofórium je bohatě zdobené, o čemž svědčí i gotická mřížka s hvězdicovými vzory, a je jasným příkladem gotických prvků v architektuře.
Loď kostela byla postavena později, asi koncem 15. století, a architektonicky se nevyrovná sanktuáriu. Je zajímavé, že střední loď kostela je užší než sanktuárium. Nad touto lodí se zdvihá barokní klenba z 18. století (1769), která svými gotickými prvky napodobuje gotické zaklenutí. Boční lodě, které se nacházejí na severu a jihu od střední lodě, si zachovaly původní křížovou klenbu. Nacházejí se v nich menší oltáře s gotickými prvky. Střední loď je osvětlená pomocí vysokých oken v bočných lodích, na každé straně se nacházejí 3 okna. Věž kostela byla postavena v letech 1743–1746. V tomto čase mělo město 6 000 obyvatel. Dnešní podobu stejně jako výšku dostala věž v letech 1867–1869.
Zařízení kostela Nanebevzetí Panny Marie v Gelnici je neogotické, pocházející z konce 18. století. Z původního gotického zařízení se zachovala pouze křtitelnice pocházející z poslední třetiny 14. století (předtím datovaná do 16. století). Je bronzová, zdobená vinnou révou a medailóny a je částečně pozlacená. Na vrcholu se nacházejí dvě sošky svatých. Má výšku cca 1,5 m. Je dílem spišskonovoveského mistra Konráda.
Ostatní pamětihodnosti jsou mladší, většinou z 18. století. Jsou to čtyři renesanční reliéfy evangelistů v sedlech sanktuáře, stejně tak oboustranně malovaný barokový procesiový obraz z konce 18. století, obřadní skříňka v sakristii z druhé poloviny 18. století a v neposlední řadě monstrance a ciborium s emailovými obrázky z roku 1764 od Jána Szilassyho. Obrazy se nachází i na klenbě kostela a představují výjev ze života Panny Marie, na dalších obrazech je zobrazen znak města, řeka Hnilec, štola, hrad Thurzov, pelikán, který krmí své potomky a taktéž horník s kladívkem a želízkem. V bočních lodích jsou dva nástěnné obrazy, z kterých jeden představuje svatou Helenu s nalezeným křížem a druhý zobrazuje dobový výjev ze života horníků a jejich rodin, spolu se svatým Klementem, papežem, kterého horníci také uctívali jako svého patrona.
Oltáře jsou dílem mistra Dominika Demetza. Hlavní oltář je vysoký 17 metrů. V jeho středu se nachází socha Panny Marie, kterou andělé doprovázejí v oblacích do nebe. Oltář je bohatě zdobený ornamenty, dvěma obrazy a sedmi sochami. Obrazy představují obětování Izáka, velekněze Melchizedecha a sochy zobrazují svatého Štefana, krále, svatého Ladislava, svatou Alžbětu, svatého Mikuláše, papeže a svatého Klementa. Boční oltáře jsou zdobeny sochami Srdce Ježíšova a Panny Marie se svatým Dominikem, další oltář je zdobený sochami svatého Jana Nepomuckého a svaté Alžběty Uherské. Pod chórem je výklenek z kamenných kostek se sochou Panny Marie Lurdské.
Součástí římskokatolického kostela Nanebevzetí Panny Marie je také budova římskokatolického farního úřadu. Nachází se na jižní straně na svahu pod kostelem. Je to dvojpodlažní baroko-klasicistická stavba z roku 1774. Na přední fasádě má portál s volným schodištěm a na poschodí rytmicky členěná okna a dva výklenky, v kterých jsou barokové plastiky horníků. Výrazná je také štuková klasicistická ornamentika na oknech a lizénách.
Přestože není Gelnica na Spiši nejznámější, svým kostelem, největším v hnileckém regionu, zrekonstruovaným a upraveným, stále přitahuje jak věřící, tak turisty a mnohé návštěvníky ze širokého okolí.